# De La Calle
Pour les articles homonymes, voir Calle.
 (février 2022).
De La Calle est un groupe de cumbia, reggaeton et trap argentin.

## Biographie

### Débuts
Le groupe est formé fin 2010 par David Rodríguez (actuellement connu sous le nom de Papichamp) et Alan Gómez, qui était le chanteur d'El Empuje, après le départ du chanteur médiatique El Dipy en 2008. Leur première formation était composée de David Rodríguez (chant), Alan Gómez (second chant), Matias Vivones (percussion), David Cortés (basse), Darío dos Santos (batterie) et Daniel Van Wichelen (guitare).
Au départ, le groupe jouait une musique tropicale romantique, ce qui l'a progressivement positionné et l'a amené à apparaître dans d'importantes émissions de télévision telles que Pasión de Sábado, où il a interprété en direct des chansons telles que Me extrañarás, Una wacha piola et El Whatsapp.

### Papi Shampu
Le groupe commence à connaître une croissance régulière sur la scène nationale, couplée au succès massif de la chanson Papi Shampu, créée sur la plateforme YouTube en août 2016. La chanson est entrée dans le circuit des boliches en Argentine et en Uruguay et compte à ce jour plus de 35 millions d'écoutes sur la plateforme.
À la suite de cette sortie et de leur incursion croissante sur le marché uruguayen, le groupe participe à une collaboration avec l'artiste uruguayen El Reja sur la chanson Casa sola. Leur exposition continue à cette période les a amenés à faire une version remixée de leur principal succès Papi Shampu, mais cette fois en compagnie du Portoricain Eloy.

### Départ de David Rodríguez
En 2016, le groupe signe un contrat de distribution numérique avec la société argentine MOJO. Après la version remixée de Papi Shampu, David Rodríguez (Papichamp) annonce en décembre 2017 son départ du groupe, laissant Alan Gómez comme seul vocaliste, pour se consacrer à la partie production du groupe et affronter pleinement sa carrière en solo.
La séparation de David Rodríguez se fait progressivement, puisqu'après l'annonce, l'artiste accompagne De La Calle pendant un certain temps lors de certaines de leurs tournées, afin de faire la transition vers Alan de manière progressive, afin de familiariser le public avec la sécession et de présenter le nouveau projet individuel, qui a même commencé sur la chaîne YouTube de De La Calle, où la première sortie officielle de Papichamp, en collaboration avec De La Calle, intitulée Pakman, reçoit plus de 24 millions de vues. En 2021, le groupe sort son nouveau single, China.

## Discographie

### Albums studio
- 2011 : Traje cumbia (MOJO)
- 2013 : Grabaciones encontradas, Vol. 1 (MOJO)
- 2013 : Grabaciones encontradas, Vol. 2 (MOJO)
- 2014 : Cumbia callejera... Y se baila con los parlantes en la vereda!!! (MOJO)
- 2015 : En Vivo en Aeropuerto Bailable (MOJO)
- 2016 : + Negro que la noche (MOJO)

### Singles et EP
- 2016 : A dúo con amigos (MOJO)
- 2016 : Quédate (MOJO)
- 2016 : Una wacha piola (MOJO)
- 2016 : Me extrañarás (MOJO)
- 2016 : El Whatsapp (MOJO)
- 2016 : Vamos a bailar (MOJO)
- 2017 : Puti Short (MOJO)
- 2017 : La distancia (MOJO)
- 2017 : Amanecido (MOJO)
- 2017 : Pakman (MOJO)
- 2018 : Sputify (MOJO)
- 2018 : La Burri (Montevideo Music Group)
- 2018 : Snapchat sin ropa (MOJO)
- 2019 : Piquete (Remix fiestero) (MOJO)
- 2019 : Egresada fiestera (MOJO)
- 2019 : Snapchat sin ropa (Remix) (MOJO)